# Volley Milano
O Volley Milano, também conhecido como Mint Vero Volley Monza por questões de patrocínio, é um time italiano de voleibol masculino da cidade de Milão, província de Milão, região da Lombardia. Atualmente o clube disputa a SuperLega, a primeira divisão do campeonato italiano.

## Histórico
O Volley Milano foi fundado em 1999. Na temporada 1999–00 conquistou o vice-campeonato do Campeonato Italiano Série A2, conquistando o acesso À Série A1. Em julho de 2007, Alessandra Marzari assumiu a posse e a presidência de Antonio Caserta, o anterior “patrono” do clube que se chamava Asystel Volley Milano.
Em 2019 conquistou o vice-campeonato da Copa Challenge de 2018–19 após ser superado na final pelo clube russo Belogorie Belgorod, sendo o melhor resultado do clube em competições continentais até então. Em março de 2022, o clube conquistou seu primeiro título continental, a Copa CEV, ao vencer as duas partidas da final contra o Tours Volley-Ball, da França.

## Títulos

### Campeonatos continentais
Copa CEV
- Campeão: 2021–22

 Copa Challenge
- Vice-campeão: 2018–19, 2023–24
- Terceiro lugar: 2001–02

### Campeonatos nacionais
Campeonato Italiano
- Vice-campeão: 2000–01, 2023–24

 Copa Itália
- Vice-campeão: 2023–24

 Supercopa Italiana
- Vice-campeão: 2021

 Campeonato Italiano - Série A2
- Vice-campeão: 1999–00, 2013–14

 Copa Itália - Série A2
- Vice-campeão: 2013–14

## Elenco atual
Atletas selecionados para disputar a temporada 2023–24.
| Camisa                   | Nome                | Altura (m) | Posição    |
| ------------------------ | ------------------- | ---------- | ---------- |
| 1                        | Petar Višić         | 1,98       | Levantador |
| 2                        | Luka Marttila       | 1,97       | Ponteiro   |
| 4                        | Eric Loeppky        | 1,97       | Ponteiro   |
| 6                        | Francesco Comparoni | 2,04       | Central    |
| 7                        | Stephen Maar        | 1,99       | Ponteiro   |
| 9                        | Ibrahim Lawani      | 1,98       | Oposto     |
| 10                       | Flavio Morazzini    | 1,84       | Líbero     |
| 11                       | Gianluca Galassi    | 2,01       | Central    |
| 12                       | Ran Takahashi       | 1,88       | Ponteiro   |
| 13                       | Thomas Beretta      | 2,05       | Central    |
| 14                       | Fernando Kreling    | 1,85       | Levantador |
| 18                       | Gabriele Di Martino | 1,99       | Central    |
| 20                       | Marco Gaggini       | 1,84       | Líbero     |
| 9                        | Arthur Szwarc       | 2,07       | Oposto     |
| Técnico: Massimo Eccheli |                     |            |            |